# 绿头山蜂鸟
绿头山蜂鸟（学名：Oreotrochilus stolzmanni），是雨燕目蜂鸟科的一种鸟类。
绿头山蜂鸟体重约8.7克，翼长约72.6毫米，嘴峰长约22.7毫米，喙宽度约2.1毫米，喙厚度约2.1毫米，跗蹠长约4.6毫米，尾长约51.7毫米。绿头山蜂鸟在其分布区内为留鸟，其栖息在开放的草原环境中，食性为草食性，主要食物来源是植物的花蜜。
绿头山蜂鸟分布于秘鲁北部和中部的安第斯山脉（卡哈马卡省，瓦努科省）和邻近的厄瓜多尔南部。该物种是单型物种，没有亚种分化。